# 扎克·瓦姆普
扎克·瓦姆普（Zach Wamp；1957年10月28日—）是美國的一位政治人物。在1995年至2011年期間，他是田納西州第3選舉區選出的美國眾議院議員。他的黨籍是共和黨。瓦姆普首次當選眾議院議員是在1994年。